# 火辣鸡
火辣鸡（韓語：불닭，羅馬化：buldak，發音：[pul.dak̚]；字面意思为“火鸡”，“불”意为“火”，“닭”意为“鸡”）是韩国的一道辣味雞肉菜肴。因口味辛辣，该菜于2004年开始在韩国流行，当时韩国正值经济低迷，有報導認為是压力讓人失去胃口，而更偏好辛辣的食物。尽管近年来火辣鸡在韩国的受欢迎程度有所下降，但该菜启发并带动了许多该口味的菜肴，例如三養食品生产的火辣鸡口味方便面——火鸡面。